# Live Like Kings
Live Like Kings is een nummer van de Belgische band Clouseau uit 1993. Het is de eerste single van hun vijfde, en tevens tweede Engelstalige studioalbum In Every Small Town.
Het nummer werd vooral een grote hit in Vlaanderen, waar het de 9e positie bereikte. Ook in Duitsland haalde het nummer de hitlijsten, maar met een 78e positie was het daar niet heel succesvol.